# Bas De Voogd
Sebastiaan „Bas“ De Voogd (* 12. August 1973 in Amsterdam) ist ein ehemaliger niederländischer Basketballspieler.

## Laufbahn
Die Niederländer spielte in seinem Heimatland bei DIOS Nw-Vennep, den Amsterdam Canadians und in Den Helder, ehe er 1993 als Student und Basketballspieler an die Saint Peter’s University in den US-Bundesstaat New Jersey ging. Der 2,13 Meter große Innenspieler bestritt bis 1997 102 Einsätze für die Hochschulmannschaft. Seine besten statistischen Werte für Saint Peter’s erreichte De Voogd in der Saison 1994/95 (6,1 Punkte, 3,8 Rebounds/Spiel).
Im Sommer 1997 unterzeichnete er einen Profivertrag beim deutschen Bundesligisten SSV Ulm. Er zog mit Ulm überraschend in die Bundesliga-Finalserie ein, in der man aber Alba Berlin unterlag. Er wechselte nach einem Jahr in Ulm ins belgische Gent. 1999/2000 stand er bei RBT Antwerpen ebenso in Belgien unter Vertrag und trat mit der Mannschaft auch im europäischen Vereinswettbewerb Korać-Cup an.
De Voogd ging zur Saison 2000/2001 in sein Heimatland zurück: Von 2000 bis 2002 verstärkte der Innenspieler die Eiffel Towers Nijmegen, mit denen er wie zuvor mit Antwerpen auch am Spielbetrieb des Korać-Cups teilnahm. Zum Abschluss seiner Laufbahn war der Niederländer wieder in Deutschland beschäftigt, er lief 2002/03 für den Zweitligisten NVV Lions Mönchengladbach auf.
De Voogd war Nationalspieler der Niederlande, er nahm an EM-Ausscheidungsspielen teil.